# 宁江州之战
宁江州之战，1114年（辽天祚帝天庆四年），女真人起兵，攻克辽朝边境重镇宁江州（今吉林省扶余市北伯都纳古城），开始金辽战争的首次作战。
1114年初，女真族都勃极烈（金官名，大部长）完颜阿骨打以辽天祚帝沉溺游猎、朝政废弛、边防守备懈怠的契机。在拉林河（在黑龙江省哈尔滨市南）畔筑城备械，号召诸部准备起兵攻辽。六月，天祚帝得知，派东北统军司节度使萧挞不野抵达宁江州防御。完颜阿骨打先发制人，以完颜银术可、完颜娄室等为将帅，召集移懒路完颜迪古乃的兵马，斡忽、忽赛两路女真甲马，进军宁江州。九月，完颜阿骨打抵达寥晦城（今黑龙江省哈尔滨市双城区西南前对面古城）与诸路兵会合，共两千五百人，从涞流水（今拉林河）下游渡河，在石碑崴子屯（今吉林省扶余市东）得胜陀之地誓师，直向宁江州。辽天祚帝游猎庆州，得到东北统军司使急报，不以为意，派海州刺史高仙寿率领渤海子弟军援救。女真兵抵达扎只水（今伯都纳古城东夹津沟），铲平沟堑，进入辽境，与渤海军相遇。完颜阿骨打见渤海兵盛，不与争锋，令属下假装撤退，诱敌追击。女真兵突然反击，射杀辽将耶律谢十，辽军仓皇溃逃，自相践踏，十死七八。完颜阿骨打率军直逼宁江州，填堑攻城。守城军只有四院统军司与宁江州兵和渤海兵八百人，宁江州兵出东门迎战，被斩杀殆尽。十月，完颜阿骨打攻克宁江州城，俘获防御使大药师奴，又击退萧挞不野。女真人起兵反辽，首战获胜，为之后出河店之战胜利打下基础。